# Nordische Junioren-Skiweltmeisterschaften 1999
Die 22. Nordischen Junioren-Skiweltmeisterschaften 1999 fanden vom 3. bis zum 7. Februar 1999 im österreichischen Saalfelden am Steinernen Meer statt. Sie wurden damit nach 1982 (jeweils Murau), 1988 (Saalfelden am Steinernen Meer) und 1994 (Breitenwang) zum vierten Mal in Österreich und zum zweiten Mal in Saalfelden durchgeführt.
Erfolgreichste Nation der Titelkämpfe war Finnland mit drei Gold-, drei Silber- und einer Bronzemedaille vor Deutschland mit zwei Gold, einer Silber- und vier Bronzemedaillen und Schweden mit einer Gold- und zwei Silbermedaillen.

## Wettkampfstätten
Die Skisprungwettbewerbe wurden auf der 1986 errichteten Bibergschanze ausgetragen. Die Langlaufwettbewerbe der Kombinierer und der Spezialisten wurden auf Loipen der Umgebung durchgeführt.

## Skilanglauf Junioren

### 10 km klassisch
| Platz | Sportler             | Land | Zeit        |
| ----- | -------------------- | ---- | ----------- |
| 1     | Axel Teichmann       | GER  | 25:32,7 min |
| 2     | Mathias Almgren      | SWE  | 26:16,3 min |
| 3     | Jens Filbrich        | GER  | 26:16,4 min |
| 4     | Alexander Babenko    | KAZ  | 26:19,6 min |
| 5     | Serguei Novikov      | RUS  | 26:21,9 min |
| 6     | Reijo Nykänen        | FIN  | 26:27,5 min |
| 7     | Robert Whitney       | USA  | 26:28,4 min |
| 8     | Alexander Ponomarjov | RUS  | 26:29,0 min |
| 9     | Tore Ruud Hofstad    | NOR  | 26:35,3 min |
| 10    | Shunsuka Komamura    | JPN  | 26:38,2 min |
| …     |                      |      |             |
| 15    | René Reißhauer       | GER  | 26:57,4 min |
| 19    | Ron Spanuth          | GER  | 27:07,0 min |
| 27    | Johannes Eder        | AUT  | 27:20,9 min |
| 50    | Andrea Florinett     | CHE  | 28:25,0 min |
| 55    | Simon Hallenbarter   | CHE  | 28:35,2 min |
| 55    | Jürgen Pinter        | AUT  | 28:47,8 min |

Datum: 3. Februar 1999

### 30 km Freistil
| Platz | Sportler            | Land | Zeit        |
| ----- | ------------------- | ---- | ----------- |
| 1     | Jussi Ylimäki       | FIN  | 1:18:29,1 h |
| 2     | Tore Ruud Hofstad   | NOR  | 1:18:44,1 h |
| 3     | Jens Filbrich       | GER  | 1:18:50,2 h |
| 4     | Fredrik Östberg     | SWE  | 1:18:58,0 h |
| 5     | Florian Kostner     | ITA  | 1:18:59,9 h |
| 6     | Mathias Almgren     | SWE  | 1:19:02,6 h |
| 7     | Alexej Stoljarov    | RUS  | 1:19:15,5 h |
| 8     | Hans Martin Gjedrem | NOR  | 1:19:23,0 h |
| 9     | Andreas Karlsson    | SWE  | 1:19:29,8 h |
| 10    | Jewgeni Stepanow    | RUS  | 1:19:52,9 h |
| 11    | Philipp Schmieder   | GER  | 1:19:57,3 h |
| …     |                     |      |             |
| 14    | Jürgen Pinter       | AUT  | 1:20:24,1 h |
| 17    | Axel Teichmann      | GER  | 1:20:41,2 h |
| 18    | Johannes Eder       | AUT  | 1:20:55,4 h |
| 21    | Ron Spanuth         | GER  | 1:21:25,5 h |
| 46    | Andreas Zihlmann    | CHE  | 1:24:58,6 h |

Datum: 7. Februar 1999

### 4 × 10 km Staffel
| Platz | Sportler                                                            | Land        | Laufzeiten                                      | Gesamtzeit  |
| ----- | ------------------------------------------------------------------- | ----------- | ----------------------------------------------- | ----------- |
| 1     | Jens Filbrich René Reißhauer Axel Teichmann Ron Spanuth             | Deutschland | 26:01,5 min 27:29,7 min 22:36.5 min 24:03,9 min | 1:40:11,7 h |
| 2     | Matthias Almgren Fredrik Persson Andreas Karlsson Fredrik Östberg   | Schweden    | 26:36,5 min 27:11,5 min 23:00,3 min 24:42,0 min | 1:41:30,4 h |
| 3     | Alex Ponomarjov Sergej Novikov Eugen Stepanov Alexej Stoljarov      | Russland    | 26:37,3 min 26:30,8 min 24:00,2 min 25:57,3 min | 1:43:05,8 h |
| 4     | Tor Atle Fluglerud Espen Harald Bjerke Jimmy Vika Tore Ruud Hofstad | Norwegen    | 27:28,3 min 28:14,4 min 23:23,9 min 24:37,6 min | 1:43:44,3 h |
| 5     | Nicola Bonetti Giovanni Gerbotto Florian Kostner Ivan Debertolis    | Italien     | 28:23,0 min 27:47,8 min 22:55,0 min 25:17,5 min | 1:44:23,4 h |
| 6     | Reijo Nykänen Veli-Pekka Kurunmäki Jussi Ylimäki Jari Poikela       | Finnland    | 27:15,3 min 28:32,4 min 22:55,1 min 26:00,5 min | 1:44:43,4 h |
| 7     | Ondrej Biman Lukas Havlin Tomas Kocarek Oldřich Hakl                | Tschechien  | 27:16,3 min 29:16,0 min 23:39,5 min 25:08,2 min | 1:45:50,1 h |
| 8     | Jürgen Pinter Roland Bärnthaler Johannes Eder Erhard Schmutzler     | Österreich  | 27:06,1 min 28:43,4 min 24:03,7 min 27:17,2 min | 1:47:09,5 h |
| …     |                                                                     |             |                                                 |             |
| 12    | Simon Hallenbarter Andrea Florinett Tino Mettler Andreas Zihlmann   | Schweiz     | 28:45,7 min 29:40,7 min 24:20,8 min 26:54,8 min | 1:49:42.2 h |

Datum: 5. Februar 1999

## Skilanglauf Juniorinnen

### 5 km klassisch
| Platz | Sportler         | Land | Zeit        |
| ----- | ---------------- | ---- | ----------- |
| 1     | Lina Andersson   | SWE  | 14:23,5 min |
| 2     | Pirjo Manninen   | FIN  | 14:24,8 min |
| 3     | Marianna Longa   | ITA  | 14:29,9 min |
| 4     | Evi Sachenbacher | GER  | 14:33,4 min |
| 5     | Zuzana Kocumová  | CZE  | 14:38,5 min |
| 6     | Petra Majdič     | SLO  | 14:45,6 min |
| 7     | Sandra Hansson   | SWE  | 14:48,8 min |
| 8     | Marit Bjørgen    | NOR  | 14:49,4 min |
| 9     | Mariana Handler  | NOR  | 14:51,5 min |
| 10    | Ljuba Malova     | RUS  | 14:53,8 min |
| …     |                  |      |             |
| 16    | Katrin Zeller    | GER  | 15:07,0 min |
| 22    | Regula Hulliger  | CHE  | 15:27,7 min |
| 64    | Eveline Sigl     | AUT  | 17:06,8 min |

Datum: 3. Februar 1999

### 15 km Freistil
| Platz | Sportler              | Land | Zeit        |
| ----- | --------------------- | ---- | ----------- |
| 1     | Zuzana Kocumová       | CZE  | 41:20,5 min |
| 2     | Katrin Šmigun         | EST  | 41:29,9 min |
| 3     | Evi Sachenbacher      | GER  | 41:59,6 min |
| 4     | Ljuba Malova          | RUS  | 42:55,7 min |
| 5     | Jekaterina Bojarinowa | RUS  | 42:58,0 min |
| 6     | Pirjo Manninen        | FIN  | 43:00,7 min |
| 7     | Marianna Longa        | ITA  | 43:01,2 min |
| 8     | Anja Veum             | NOR  | 43:31,7 min |
| 9     | Helena Nikitina       | RUS  | 43:40,7 min |
| 10    | Gro Strandbraaten     | NOR  | 43:41,6 min |
| …     |                       |      |             |
| 16    | Katrin Zeller         | GER  | 44:28,2 min |
| 24    | Stefanie Böhler       | GER  | 45:21,1 min |
| 25    | Karin Camenisch       | CHE  | 45:23.3 min |
| 27    | Regula Hulliger       | CHE  | 45:38,8 min |
| 43    | Eveline Sigl          | AUT  | 47:03,7 min |

Datum: 7. Februar 1999

### 4 × 5 km Staffel
| Platz | Sportler                                                            | Land        | Laufzeiten                                      | Gesamtzeit  |
| ----- | ------------------------------------------------------------------- | ----------- | ----------------------------------------------- | ----------- |
| 1     | Krista Uusitalo Maija Saarinen Aino-Kaisa Saarinen Pirjo Manninen   | Finnland    | 14:08,4 min 14:34,9 min 12:37,0 min 13:43,8 min | 55:04,2 min |
| 2     | Katrin Zeller Stefanie Böhler Alexandra Crusius Evi Sachenbacher    | Deutschland | 14:12,9 min 14:33,1 min 12:57,3 min 13:57,2 min | 55:40,7 min |
| 3     | Marit Bjørgen Gro Strandbraaten Jorunn Öye Anja Veum                | Norwegen    | 14:44,7 min 14:38,5 min 12:53,4 min 14:05,5 min | 56:22,2 min |
| 4     | Lina Andersson Sandra Hansson Anna-Karin Strömstedt Mariana Handler | Schweden    | 14:29,5 min 14:52,7 min 13:27,6 min 14:03,9 min | 56:53,8 min |
| 5     | Martina Stursova Helena Balatková Tereza Tichotova Zuzana Kocumová  | Tschechien  | 15:40,8 min 15:21,4 min 12:45,4 min 13:20,9 min | 57:08,6 min |
| 6     | Cristina del Pfro Marianna Longa Magda Genuin Anna Rosa             | Italien     | 15:30,6 min 14:29,6 min 12:48,3 min 14:38,7 min | 57:27,5 min |
| 7     | Ljuba Malova Tanja Vodolazova Helena Mezonova Jekaterina Bojarinowa | Russland    | 14:55,1 min 15:02,0 min 13:56,0 min 13:49,3 min | 57:42,5 min |
| 8     | Regula Hulliger Seraina Mischol Ursina Badilatti Karin Camenisch    | Schweiz     | 15:29,5 min 15:22,6 min 12:43,5 min 14:11,8 min | 57:47,6 min |
| …     |                                                                     |             |                                                 |             |
| 13    | Alexandra Pinter Karin Zehentner Evelyn Salfellner Eveline Sigl     | Österreich  | 15:38,3 min 15:59,7 min 13:45,3 min 15:19,5 min | 1:00:43,1 h |

Datum: 5. Februar 1999

## Nordische Kombination

### Gundersen K85/10 km
| Platz | Sportler        | Land |
| ----- | --------------- | ---- |
| 1     | Samppa Lajunen  | FIN  |
| 2     | Jouni Kaitainen | FIN  |
| 3     | Andy Hartmann   | CHE  |

Datum: 4. Februar 1999

### Mannschaft K89/4 × 5 km
| Platz | Sportler                                                      | Land |
| ----- | ------------------------------------------------------------- | ---- |
| 1     | Carl Van Loan Johnny Spillane Jed Hinkley Bill Demong         | USA  |
| 2     | Ronny Heer Pascal Meinherz Lucas Vonlanthen Andy Hartmann     | CHE  |
| 3     | Kevin Arnould Julien Marchandise Baptist Rousset Ludovic Roux | FRA  |

Datum: 6. Februar 1999

## Skispringen Junioren

### Normalschanze
| Platz | Sportler             | Land | Weite 1 | Weite 2 | Punkte |
| ----- | -------------------- | ---- | ------- | ------- | ------ |
| 1     | Kazuki Nishishita    | JPN  | 98,0 m  | 79,0 m  | 239,0  |
| 2     | Michal Pšenko        | SVK  | 85,5 m  | 84,0 m  | 229,0  |
| 3     | Stefan Kaiser        | AUT  | 91,0 m  | 75,0 m  | 219,5  |
|       | Veli-Matti Lindström | FIN  | 97,0 m  | 72,0 m  | 219,5  |
| 5     | Thomas Hörl          | AUT  | 88,0 m  | 77,0 m  | 219,0  |
| 6     | Martin Koch          | AUT  | 95,5 m  | 71,5 m  | 218,5  |
| 7     | Hiroki Yamada        | JPN  | 87,5 m  | 79,0 m  | 218,0  |
| 8     | Tor-Magne Johansen   | NOR  | 85,5 m  | 78,5 m  | 216,0  |
| 9     | Florian Liegl        | AUT  | 87,5 m  | 75,5 m  | 214,0  |
|       | Georg Späth          | GER  | 88,0 m  | 76,0 m  | 214,0  |
| …     |                      |      |         |         |        |
| 12    | Uli Basler           | GER  | 87,0 m  | 75,5 m  | 211,0  |
| 17    | Simon Ammann         | CHE  | 86,0 m  | 75,0 m  | 208,5  |
| 24    | Robert Heinrich      | GER  | 85,5 m  | 73,0 m  | 199,0  |
| 24    | Benjamin Hauber      | GER  | 89,5 m  | 65,5 m  | 192,5  |

Datum: 6. Februar 1999

### Mannschaftsspringen Normalschanze
| Platz | Sportler                                                         | Land | Weite 1                     | Weite 2                     | Punkte |
| ----- | ---------------------------------------------------------------- | ---- | --------------------------- | --------------------------- | ------ |
| 1     | Thomas Hörl Stefan Kaiser Martin Koch Florian Liegl              | AUT  | 87,5 m 86,0 m 85,0 m 89,5 m | 86,5 m 87,5 m 89,5 m 87,0 m | 962,0  |
| 2     | Matti Hautamäki Pekka Salminen Jani Mylläri Veli-Matti Lindström | FIN  | 89,0 m 85,5 m 86,0 m 85,0 m | 90,5 m 87,5 m 85,0 m 88,0 m | 952,5  |
| 3     | Uli Basler Marcel Schaffrath Benjamin Hauber Georg Späth         | GER  | 81,0 m 83,0 m 83,5 m 89,0 m | 88,0 m 88,5 m 93,0 m        | 937,5  |
| 4     | Miha Rihtar Primož Urh-Zupan Bine Norčič Blaž Vrhovnik           | SLO  | 92,0 m 86,5 m 82,5 m 85,5 m | 90,0 m 86,0 m 84,0 m 86,0 m | 930,5  |
| 5     | Kazuki Nishishita Yūta Watase Hiroki Yamada Keita Umezaki        | JPN  | 91,0 m 88,0 m 84,0 m 79,0 m | 94,0 m 91,5 m 82,0 m 84,5 m | 923,0  |
| …     |                                                                  |      |                             |                             |        |
| 9     | Simon Ammann Lucas Vonlanthen Marc Vogel Marco Daescher          | CHE  | 84,0 m 80,5 m 78,0 m 80,5 m | 84,5 m 87,5 m 82,5 m 81,5 m | 846,5  |

Datum: 4. Februar 1999

## Nationenwertung
| Platz | Land               | Gold | Silber | Bronze | Gesamt |
| ----- | ------------------ | ---- | ------ | ------ | ------ |
| 1     | Finnland           | 3    | 3      | 1      | 7      |
| 2     | Deutschland        | 2    | 1      | 4      | 7      |
| 3     | Schweden           | 1    | 2      | 0      | 3      |
| 4     | Österreich         | 1    | 0      | 1      | 2      |
| 5     | Tschechien         | 1    | 0      | 0      | 1      |
| 5     | Japan              | 1    | 0      | 0      | 1      |
| 5     | Vereinigte Staaten | 1    | 0      | 0      | 1      |
| 8     | Schweiz            | 0    | 1      | 1      | 2      |
| 8     | Norwegen           | 0    | 1      | 1      | 2      |
| 10    | Estland            | 0    | 1      | 0      | 1      |
| 10    | Slowakei           | 0    | 1      | 0      | 1      |
| 12    | Frankreich         | 0    | 0      | 1      | 1      |
| 12    | Russland           | 0    | 0      | 1      | 1      |
| 12    | Italien            | 0    | 0      | 1      | 1      |